# Klågerup
Klågerup er en by med cirka 1.800 indbyggere i Svedala Kommune i det sydøstlige Skåne. Klågerup slot er fra begyndelsen af 1400-tallet. I byen findes et mindre industriområde.
Under Napoleonskrigene gjorde skånske bønder oprør mod ekstra udskrivning til svensk militærtjeneste. I 1811 dannede bønderne en bondehær på omkring 1.500 bønder og karle og drog mod Klågerup, hvor de blev slået af svenske tropper i den såkaldte 'Massakren i Klågerup'.
55°35′36″N 13°14′55″Ø / 55.593413°N 13.248574°Ø